# Делоне Вадим Миколайович
Вадим Миколайович Делоне (фр. Vadim Delaunay, 22 грудня 1947, Москва — 13 червня 1983, Париж) — російський поет, письменник, педагог, дисидент, учасник демонстрації 25 серпня 1968 року на Красній площі в Москві. Друг Володимира Буковського.

## Біографія
Народився в родині московської інтелігенції з французькими коріннями: батько Микола Борисович Делоне — доктор фізико-математичних наук, дід — відомий математик, член-кореспондент АН СРСР Борис Миколайович Делоне, прадід — російський математик Микола Борисович Делоне.
Навчався в Московському державному педагогічному інституті. За участь у правозахисному русі в 1966 виключений з інституту та комсомолу.
У 1967 засуджений на 1 рік умовно як учасник демонстрації на Пушкінській площі (разом з Буковським та Кушевим) в захист Галанскова, Добровольського, Лашкової та інших.
Після короткочасного перебування в Новосибірську повернувся до Москви. 25 серпня 1968 в числі семи осіб узяв участь у демонстрації протесту на Красній площі проти введення радянських танків до Чехословаччини, за що був засуджений на три роки тюменських кримінальних таборів.
3 січня 1973 в Москві у справі «Хроніки поточних подій» була заарештована дружина Делоне — Ірина Білогородська. Згодом її помилували. У листопаді 1975 року Делоне разом із дружиною емігрував із СРСР.
Після вимушеної еміграції в 1975 жив у Парижі, продовжував писати і займатися правозахисною діяльністю.
Помер 13 червня 1983 у віці 35 років. Похований у Франції.
У 2001 російський телевізійний канал «Культура» відзняв фільм «Дуель Вадима Делоне» (режисер О. Троянова, 70 хвилин).